# Reticulite

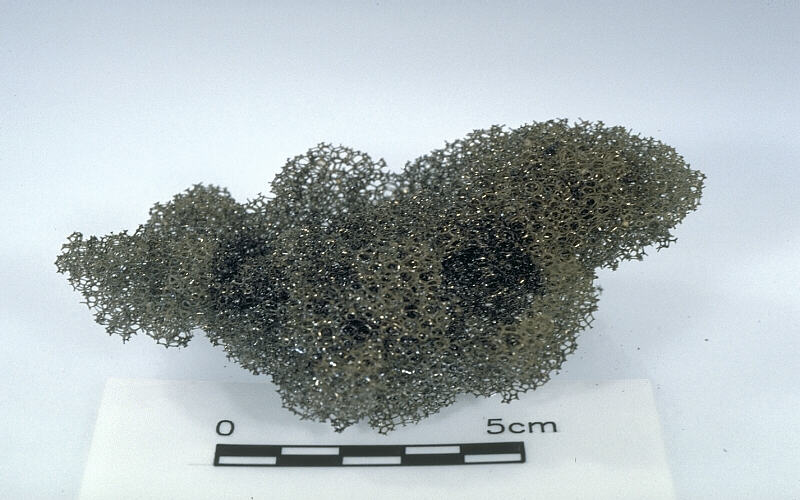
Reticulite do vulcão Kīlauea, Hawaii.

Reticulite é um tipo de rocha vulcânica caracterizada por um alto teor volúmico de bolhas de gases vulcânicos que lhe dá a forma de um reticulado de espuma. Embora seja por vezes designada por «pedra pomes basáltica»
 distingue-se da verdadeira pedra-pomes por apresentar grandes vesículas em vez da microvesiculação típica daquela rocha.

## Formação
A reticulite é formada quando a lava é bruscamente arrefecida, solidificando tão rapidamente que não permite a libertação dos gases contidos nas bolhas, após ser ejectada por uma fonte de lava poderosa. O material resultante é um vidro vulcânico muito frágil, no qual as numerosas bolhas em expansão rápida na lava ainda em estado fluido se interligam e se fundem, criando a estrutura reticular característica desta rocha.. 
Apesar de por vezes ser considerada uma forma de pedra-pomes basáltica, contrariamente à verdadeira pedra pomes, e apesar da sua leveza, a reticulite não flutua à superfície da água devido à sua estrutura de bolhas abertas com paredes muito mais espessas do que as paredes das bolhas microscópicas ou sub-microscópicas que predominam na pedra-pomes. Com uma porosidade que pode atingir os 98%, a reticulite é a rocha menos densa que se conhece na Terra.